# Anales de Sicilia
Los Anales de Sicilia o Annales Siculi son unos anales o recopilación cronológica, escrita anónimamente en latín en la segunda mitad del siglo XIII, que recoge acontecimientos de la isla de Sicilia entre 1027 y 1265. Aunque abarca el periodo de dominio normando en Sicilia y casi todo el periodo de los Hohenstaufen, los Anales se centran exclusivamente en la isla y no tanto del reino de Sicilia. Son más imprecisos en la primera parte de la cronología hasta 1052 y más completos para los reinados de los reyes Hohenstaufen Federico II (1197-1250) y Manfredo (1258-1266). Se conjetura que su autoría es obra de un monje, probablemente de los alrededores de Mesina y con un escaso dominio de la escritura latina. Probablemente se compuso en algún momento posterior a la conquista angevina del reino en 1266. Los Annales se conservan en dos copias manuscritas del siglo XIV, ambas probablemente copiadas del original, hoy perdido.
La primera edición de los Anales se imprimió en Palermo en 1723 como parte de la Bibliotheca Historica Regni Siciliae de Giovanni de  Giovanni Battista Caruso.